# جورج ستيرلينغ
جورج ستيرلينغ (بالإنجليزية: George Sterling)‏ (و. 1869 – 1926 م) هو مؤلف، ودرامي ‏، وشاعر أمريكي، ولد في ساغ هاربور، توفي في سان فرانسيسكو، عن عمر يناهز 57 عاماً، بسبب تسمم بالسيانيد.